# Сервийски мост
Сервийският висок мост (на гръцки: Υψηλή Γέφυρα Σερβίων) е един от най-дългите мостове в Гърция, дълъг 1372 метра. Мостът е част от националния път Кожани – Лариса и се намира на 15 km югоизточно от Кожани и на 7 km северозападно от Сервия. Пресича изкуственото Полифитоско езеро на река Бистрица (Алиакмонас). Вторият мост на езерото е Римнийският мост, който се намира югозападно близо до Аяни и е по-къс (615 m).

## История
Проектът е продаден на търг на 16 март 1972 година и мостът е построен от консорциума Ксекте – Скапаневс. Проучването на проекта е изготвено от отдела за изследвания на Ксекте, в сътрудничество с професор Рикардо Моранди, докато геотехническото проучване на проекта е изготвено от Техническия офис за геотехнически изследвания „Илиас Сотиропулос и сътрудници“. Строителните работи започват през 1972 година и е пуснат в експлоатация през 1975 година. Открит е на 6 ноември 1976 година, когато е създадено Полифитоското езеро.

## Статични проблеми
В началото на 2020 година, след визуална проверка на моста, извършена от Стерьос Митулис, професор от университета Съри в Англия, е установено, че с течение на времето, поради стреса на околната среда и натоварванията, които мостът получава, безопасността на конструкцията е намаляла и поради тази причина са взети ограничителни мерки.
Митулис обяснява, че конзолите на моста са се преместили вертикално надолу и не са правилно свързани към палубата, което го излага на риск от падане. Като незабавна мярка за справяне с проблема професорът предлага свързването на частите от моста към конзолите, въпреки че предотвратяването на вертикалното им движение вероятно е невъзможно без допълнителни ограничителни мерки.
Предишни проверки на моста са правени от ресорното министерство в 1995 година след Гревенското земетресение, както и в 2012 година от частни лица, без да се констатира нищо притеснително. При опит за възлагане на обществена поръчка за реставрационно проучване на моста през 2015 и 2016 година компетентната агенция търси данни за техническите характеристики на моста, но такива не са открити в регистрите на нито един орган.